# Järise järv
Järise (est. Järise järv) – jezioro w gminie Mustjala w prowincji Saare w Estonii. Położone jest około 2 kilometrów na południowy zachód od miejscowości Järise. Ma powierzchnię 92,2 hektarów, średnią głębokość 0,7 m, a maksymalną 1,4. Na jeziorze znajduje się 7 niewielkich wysepek o powierzchni 4,2 ha. Od strony południowo-zachodniej z jeziorem sąsiadują tereny bagienne. Jezioro jest w większej części zarośnięte. Żyją w nim okonie, płocie, karasie.